# Żylicze (rejon klecki)
Żylicze (biał. Жылічы, Żyliczy; ros. Жиличи, Żyliczi) – wieś na Białorusi, w obwodzie mińskim, w rejonie kleckim, w sielsowiecie Szczepicze.

## Historia
W Rzeczypospolitej Obojga Narodów leżały w województwie nowogródzkim, w powiecie nowogródzkim. Odpadły od Polski w wyniku II rozbioru.
W XIX i w początkach XX w. położone były w Rosji, w guberni mińskiej, w powiecie słuckim, w gminie Łań. 
W dwudziestoleciu międzywojennym wieś i folwark leżące w Polsce, w województwie nowogródzkim, w powiecie nieświeskim, do 1 października 1927 w gminie Łań, następnie w gminie Kleck. W 1921 wieś liczyła 287 mieszkańców, zamieszkałych w 53 budynkach, w tym 212 Białorusinów, 70 Polaków i 5 osób innej narodowości. 259 mieszkańców było wyznania prawosławnego, 24 rzymskokatolickiego i 4 mojżeszowego. Folwark liczył zaś 16 mieszkańców, zamieszkałych w 3 budynkach, w tym 10 Polaków i 6 Białorusinów. 13 mieszkańców było wyznania prawosławnego i 3 rzymskokatolickiego.
Po II wojnie światowej w granicach Związku Sowieckiego. Od 1991 w niepodległej Białorusi.